# يوسف الفاهوم
يوسف محمد علي الفاهوم (1904 – 7 أبريل 1969)، هو سياسي فلسطيني، ورئيس بلدية الناصرة خلال نكبة عام 1948، عُرف بدوره البارز في حماية المدينة من التهجير والدمار، من خلال قيادته لمفاوضات مع القوات الإسرائيلية أفضت إلى توقيع اتفاقية سلمية حافظت على المدينة وسكانها.

## النشأة والتعليم
ولد يوسف الفاهوم عام 1904 في مدينة الناصرة لعائلة الفاهوم، وهي من العائلات المعروفة بتاريخها الديني والاجتماعي في المدينة منذ العصر العثماني.

## العمل السياسي
مع تصاعد الأحداث في فلسطين واقتراب القوات الصهيونية من مدينة الناصرة، برز اسم يوسف الفاهوم كزعيم محلي يتمتع بالحنكة والدراية. وفي 11 مايو 1948، انتُخب رئيسًا لبلدية الناصرة في واحدة من أصعب مراحل تاريخ المدينة.

## اتفاقية تسليم الناصرة
في 16 يوليو 1948، وقع يوسف الفاهوم اتفاقية مع القائد العسكري الإسرائيلي حاييم لاسكوف، تضمنت تسليم المدينة دون قتال، مقابل التزام القوات الإسرائيلية بحماية السكان المدنيين والأماكن المقدسة، وضمان عدم التهجير القسري، والحفاظ على الحقوق المدنية لسكان المدينة العرب.

## إرثه وتكريمه
يُعتبر يوسف الفاهوم أحد أبرز الشخصيات التي لعبت دورًا حاسمًا في إنقاذ مدينة الناصرة من مصير مشابه للعديد من المدن الفلسطينية التي تعرضت للنكبة. ومع ذلك، لم ينل نصيبه من التقدير الرسمي في التاريخ الوطني الفلسطيني، لكن بعض الدراسات والكتب الحديثة تناولت سيرته.

## وفاته
توفي يوسف محمد علي الفاهوم في 7 أبريل 1969، ودُفن في مسقط رأسه مدينة الناصرة.